# Lachnophorus elegantulus
Lachnophorus elegantulus är en skalbaggsart som beskrevs av Mannerheim. Lachnophorus elegantulus ingår i släktet Lachnophorus och familjen jordlöpare. Inga underarter finns listade i Catalogue of Life.